# Kim J. Henriksen
Kim Jan Henriksen - (også kendt som "Kimo", "Kim Jezus", født 28. oktober 1960 i København) er en dansk sanger og musiker.
Af sin polsk-fødte mor Bogumiła Maria Henriksen og sin danske far Kai L. Henriksen lærte han esperanto som barn, og blev fremtrædende indenfor esperantist-ungdomsbevægelsen og indenfor esperanto-sproget rock-musik i 1980'erne og 1990'erne.
Kim J. Henriksen og hans polske kone taler esperanto hjemme og har opdraget deres søn som andengenerationsesperantomodersmåltaler.
Kim J. Henriksens entusiastiske musikalske fremme af esperanto og mellemfolkelig forståelse gennem rockmusikken har gjort ham populær både i Europa og Amerika.

## Musikalsk karriere
I 1983 var Kim J. Henriksen med til at starte gruppen Amplifiki (sammen med Bertilo Wennergren og Micke Englund), som optrådte rundt om i Europa i 1980'erne. Han komponerede og sang adskillige af
esperantorockgruppen Solas mest populære sange. Som medgrundlægger af bandet Esperanto Desperado i 1996, var han sanger, guitarist og harmonikaspiller i gruppen.

### Hotel Desperado
I efteråret 2005 var Kim J. Henriksen med til at starte gruppen Hotel Desperado med Brian Laustsen, Nis Bramsen og Mark Dziwornu, fra kredsen omkring Esperanto Desperado. Andre bandmedlemmer er Thierry Boisdon og David-Emil Wickström.
Bandet synger sange på adskillige sprog — dansk, engelsk, fransk, twi og spansk.
Deres musik indeholder elementer af flamenco, afro, blues, folk, balkan og ska.

## Rolle i esperanto-bevægelsen
Kim J. Henriksen blev formand for ungdomsafdelingen for Esperantoforeningen for Danmark og senere formand for hele Esperantoforeningen for Danmark fra 1995 til 2002 og formand lokalforeningen i København fra 2005 til 2007.
Han var blandt initiativtagerne til og drivkrafterne i Sunda esperanto agado, et samarbejde i Øresundsregionen mellem esperantoforeningerne fra København i Danmark og fra Malmø og Lund i Sverige.
Han har været bestyrelsesmedlem i esperantoforeningen i Malmø siden 2007. Her underviser han også i Esperanto.

### Lingvists karakteristik
Lingvisten Arika Okrent fra USA bemærker:
"[Henriksen] appeared not to appreciate how bizarre it was to be a native speaker of an invented language. Esperanto was the medium of his parents' relationship and of the entire home life of their family.
"Before you start getting indignant on his behalf, know that growing up he had plenty of contact with the world outside his home and learned to speak Danish as a native too. But he considered Esperanto his true mother tongue. For Kimo, Esperanto was a completely normal fact of life in the same way that Polish would have been if both of his parents had been Polish. Kimo didn't choose to learn Esperanto, nor did his son, but everyone else at the conference did. Somewhere along the way they'd decided it worth their time to learn this utopian pipe-dream language."